# Gempol (Karanganom)
Gempol is een bestuurslaag in het regentschap Klaten van de provincie Midden-Java, Indonesië. Gempol telt 1921 inwoners (volkstelling 2010).